# VCMG
VCMG (também estilizada como Vcmg) foi uma dupla de música eletrônica inglesa, composta por Vince Clarke (Erasure, Yazoo, Depeche Mode) e Martin L. Gore (Depeche Mode). O álbum de estreia, intitulado Ssss, foi lançado em 12 de março de 2012 pela Mute Records. Um EP intitulado Spock foi lançado (inicialmente exclusivamente no Beatport) em 30 de novembro de 2011. Seu segundo EP, Single Blip, também foi lançado inicialmente exclusivo para Beatport em 20 de fevereiro de 2012. Seu terceiro EP, Aftermaths, foi lançado em 20 de agosto de 2012.
Em 2015, Gore lançou um álbum solo com o título MG como uma referência ao VCMG.

## Discografia

### Álbuns de estúdio
| Título | Detalhes                                                                              | Posições do gráfico de pico | Posições do gráfico de pico | Posições do gráfico de pico | Posições do gráfico de pico | Posições do gráfico de pico | Posições do gráfico de pico | Posições do gráfico de pico |
| Título | Detalhes                                                                              | Reino Unido                 | AUT                         | BEL (WA)                    | FRA                         | GER                         | SWI                         | NOS D/E                     |
| ------ | ------------------------------------------------------------------------------------- | --------------------------- | --------------------------- | --------------------------- | --------------------------- | --------------------------- | --------------------------- | --------------------------- |
| Ssss   | - Lançado: 12 de março de 2012 - Gravadora: Mute - Formatos: CD, LP, download digital | 81                          | 47                          | 64                          | 159                         | 21                          | 48.                         | 10                          |

### EP's
- Spock (2011)
- Single Blip (2012)
- Aftermaths (2012)